# Michel de Montaigne
Michel Eyquem de Montaigne-Delecroix (n. 28 februarie 1533 - d. 13 septembrie 1592) a fost unul din cei mai importanți filosofi francezi ai Renașterii. În filosofie, i-a influențat pe Francis Bacon, René Descartes, Blaise Pascal, Jean-Jacques Rousseau, precum și pe gânditorii din mai multe generații. 
Este recunoscut drept creatorul eseului ca specie literară și pentru ușurința cu care trecea de la speculații intelectuale serioase la anecdote, unele cu caracter autobiografic. Colecția sa voluminoasă de „Essais” (cuvânt ce însemna propriu-zis „Încercări”) conține unele din cele mai influente eseuri din istoria literaturii occidentale. Scrierile lui Montaigne au influențat în mod direct scriitori variind de la William Shakespeare la Ralph Waldo Emerson, sau de la Jean-Jacques Rousseau la Friedrich Nietzsche.
Pe timpul vieții, Montaigne a fost apreciat mai mult pentru calitățile sale ca om de stat decât pentru cele de scriitor. Tendința afișată în eseurile sale de a divaga spre anecdote și meditații personale era văzută pe atunci ca un defect mai degrabă decât o inovație, iar moto-ul său „Eu însumi sunt tema cărții mele” a fost privit de către scriitorii contemporani ca o formă de „răsfăț”. Cu timpul, însă, Montaigne va fi recunoscut ca cel care a exprimat, poate mai bine ca oricare alt autor din timpul său, gândurile și îndoielile care îi frământau pe oamenii din epoca sa. Rămânând, într-o măsură remarcabilă, modern și în ziua de astăzi, încercarea lui Montaigne de a analiza lumea prin intermediul unicului filtru implicit al său, propria judecată, a făcut ca scrierile sale să fie mai accesibile decât cele ale oricărui alt scriitor renascentist. Literatura non-ficțională modernă își datorează în mare parte nașterea lui Montaigne, iar scriitori de toate orientările continuă să se inspire din opera lui Montaigne, datorită îmbinării reușite a culturii și a autobiografiei.

Statuia lui Montaigne din Paris

## Viața
Montaigne s-a născut în regiunea Aquitania din Franța, în cadrul moșiei familiei sale, într-un orășel care în prezent se numește Saint-Michel-de-Montaigne, nu prea departe de Bordeaux. Familia lui era deosebit de înstărită : bunicul său, Ramon Eyquem, făcuse avere ca negustor de heringi și cumpărase moșia în 1477. Tatăl său, Pierre Eyquem, a fost pentru un timp soldat romano-catolic în Italia, dobândind acolo o concepție progresistă despre educație; de asemenea ajunsese primar în Bordeaux. Mama sa, Antoinette de Louppes, era fiica unui spaniol de origine evreiască convertit la protestantism și a unei mame romano-catolice. Deși a trăit mare parte din viața sa în apropierea fiului său, murind în urma acestuia, Michel de Montaigne n-o menționează deloc în operele sale. În schimb, relația lui Michel cu tatăl său a jucat un rol important în viața și scrierile celui dintâi.
Încă din primii ani de viață, educația lui Michel de Montaigne s-a bazat pe un plan pedagogic elaborat de tatăl său, care era consiliat de prietenii săi umaniști. La puțin timp după naștere, Michel a fost trimis într-o căsuță pentru a trăi primii trei ani de viață în cadrul unei familii de țărani, „pentru ca”, conform tatălui său, „băiatul să fie aproape de popor, să cunoască în mod direct condițiile de viață a oamenilor din popor, care au nevoie de ajutorul nostru”. După acești ani „spartani” alături de cei defavorizați, Michel a fost readus la castel. Prima sa obligație a fost să învețe latină. De educația sa s-a ocupat un profesor privat german (un doctor numit Horstanus, care nu putea vorbi franceză), care primise ordine, la fel ca toată lumea din castel, să i se adreseze copilului numai în latină - și chiar să discute între ei numai în latină în prezența lui Michel. Studiul latinei a fost acompaniat de o stimulare constantă a intelectului și spiritului copilului. Științele i-au fost prezentate prin intermediul jocurilor, conversațiilor, a exercițiilor de meditație solitară etc., dar nu și a cărților. Muzica a fost o prezență constantă în viața sa. Un „épinettier” (cântând la o ceteră originară din regiunea franceză Vosges) îi însoțea mereu pe Montaigne și profesorul său, cântând o melodie de fiecare dată când băiatul obosea sau se plictisea. Când nu dorea să asculte muzică, își putea alege alt mod de relaxare : jocuri, somn, intimitate - important era ca băiatul să nu fie obligat la nimic, dar în același timp să-și utilizeze fructuos libertatea.
În jurul anului 1539, Michel de Montaigne a fost trimis să studieze în cadrul prestigioasei școli private Collège de Guyenne, iar mai apoi a studiat Dreptul în Toulouse și și-a început cariera în sistemul legislativ. A fost consilier al Court des Aides of Périgueux, iar în 1557 a fost numit consilier în Parlamentul din Bordeaux (o instanță înaltă). Din 1561 până în 1563 a trăit la curtea lui Carol al IX-lea al Franței. În timpul activității sale la Parlamentul din Bordeaux, s-a împrietenit cu scriitorul umanist Étienne de la Boétie, a cărui moarte din 1563 l-a influențat profund pe Montaigne.
Montaigne s-a căsătorit în 1565; a avut cinci fiice, dar numai una dintre ele a ajuns la vârsta maturității.
La cererea tatălui său, Montaigne a început lucrul la traducerea operei „Theologia naturalis” a călugărului spaniol Raymond Sebond, pe care avea s-o publice în 1568, la un an după moartea tatălui său. Michel a moștenit Château de Montaigne, unde s-a stabilit începând cu 1570. Una dintre realizările literare ale lui Montaigne anterioare publicării eseurilor sale a fost editarea postumă a operelor lui Boétie.
În 1571 s-a retras din viața publică, refugiindu-se în Turnul Château-ului, așa-numita „citadelă” a lui Montaigne în care s-a izolat de problemele sociale și familiale. A început munca la „Eseurile” sale (publicate pentru prima dată în 1580) retras în biblioteca sa enormă. La împlinirea vârstei de 38 de ani, pe când se pregătea să intre în perioada de zece ani de izolare, a lăsat următoarea inscripție să troneze pe rafturile camerei sale de lucru :
"An. Christi 1571 aet. 38, pridie cal. mart., die suo natali, Mich. Montanus, servitii aulici et munerum publicorum jamdudum pertaesus, dum se integer in doctarum virginum recessit sinus, ubi quietus et omnium securus quantillum in tandem superabit decursi multa jam plus parte spatii, si modo fata sinunt, exigat; istas sedes et dulces latebras, avitasque, libertati suae, tranquillitatique, et otio consecravit."
Tradusă în română, ar suna cam așa :
„1571 d.Hr., vârsta 38. Pe 28 februarie, ziua sa de naștere, Michel de Montaigne, obosit de serviciul prestat Curții și de îndatoririle publice, dar încă sănătos, s-a retras în sânul virginelor erudite (n.t. Muzele). Acolo el va trăi în pace și liber de griji, cu respect pentru toate ființele, pentru tot restul vieții, oricât de puțin ar însemna asta; fie ca destinul să-i permită. Și-a dedicat acest cămin și lăcaș privat, dulce moștenire ancestrală, libertății, liniștii și delectării sale.”
În timpul războaielor religioase din Franța, Montaigne, el însuși un romano-catolic, a acționat ca o forță moderatoare, respectat atât de regele catolic Henric al III-lea al Franței, cât și de Henric al Navarrei.

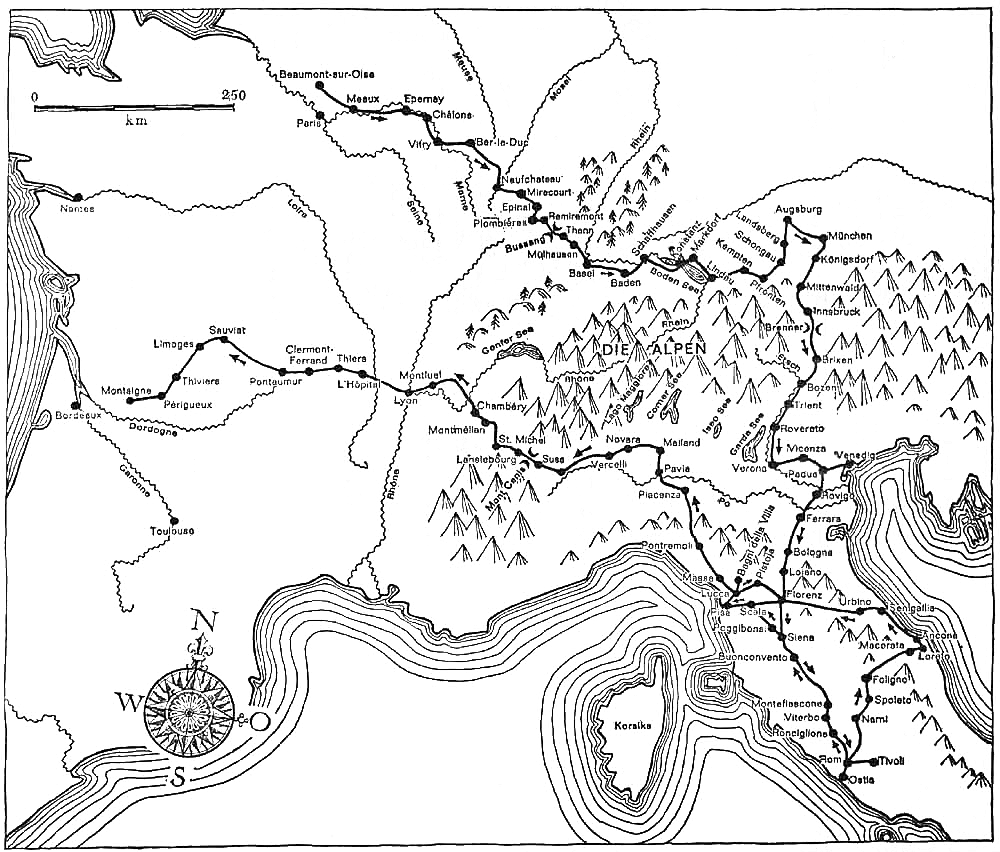
Călătoria din 1580-1581 a lui Michel de Montaigne

În 1578 Montaigne, a cărui sănătate fusese întotdeauna excelentă, a început să sufere de pietre la rinichi, o boală ereditară în cazul său. În 1580 și 1581, Monaigne a călătorit în Franța, Germania, Austria, Elveția și Italia, în parte pentru a se vindeca. A ținut un jurnal detaliat, în care a înregistrat diverse episoade și diferențieri regionale. Avea să fie publicat mult mai târziu, în 1774, cu titlul „Jurnal de călătorie”.
În timp ce se afla la Roma, în 1581, Montaigne a aflat că fusese ales primar în Bordeaux; s-a întors în Franța și și-a luat în primire funcția, pe care a ocupat-o până în 1585, mediind între catolici și protestanți. Către sfârșitul mandatului său a avut loc o epidemie de ciumă.
Montaigne a continuat munca de reviziune a eseurilor. În 1588 a cunoscut-o pe Marie de Gournay, admiratoare a operei sale, pe care ea avea s-o editeze și s-o publice mai târziu. Regele Henric al III-lea a fost asasinat în 1589, iar Montaigne a contribuit după aceea la menținerea loialității orașului Bordeaux față de Henric al Navarrei, care va deveni regele Henric al IV-lea al Franței.
Montaigne a murit în 1592 în Château de Montaigne și a fost înmormântat în apropierea acestuia. Mai târziu rămășițele sale au fost mutate la biserica Saint Antoine din Bordeaux, care în prezent nu mai există. Inima lui este păstrată în biserica parohială Saint-Michel-de-Montaigne.
Secția de discipline umaniste din cadrul Universității din Bordeaux a fost numită în onoarea sa.

## Opera
Scrierile sale sintetizează o erudiție impresionantă, ale cărui surse sunt: stoicismul, scepticismul și epicureismul antichității greco-latine.
Se remarcă interpretarea personală, care pune în centru observația și meditația morală asupra ființei umane, guvernată de principiul stăpânirii de sine, moderației și căutării înțelepciunii, sublimare a sensului existenței, supusă necontenitei auto-perfecționări.
Eseurile sale reprezintă cea mai importantă creație a umanismului târziu în Franța și prima operă filozofică în franceză.

### Scrieri
- 1580 (reeditat în 1588, 1595): Essais ("Eseuri");
- 1774 (postum): Journal de voyage de Montaigne en Italie par la Suisse et l'Allemagne ("Jurnalul de călătorie a lui Montaigne în Italia prin Elveția și Germania"), memorialistică.